# 올리 매태
올리 매태(핀란드어: Olli Määttä, 1994년 8월 22일~)는 핀란드의 아이스하키 선수로 포지션은 수비수이다. 현재 내셔널 하키 리그(NHL)의 팀인 유타 하키 클럽 소속으로 활동하고 있다. 2012년 NHL 드래프트에서 피츠버그 펭귄스의 지명을 받았으며 피츠버그 소속으로 스탠리 컵 우승을 2회(2016, 2017) 달성했다.
국제 대회에 핀란드 대표팀의 일원으로 참가 중이며 2014년 동계 올림픽에서 동메달을 획득했다. 또한 세계 선수권 대회에서 준우승 1회(2021) 달성했다.